# Richard Krajčo

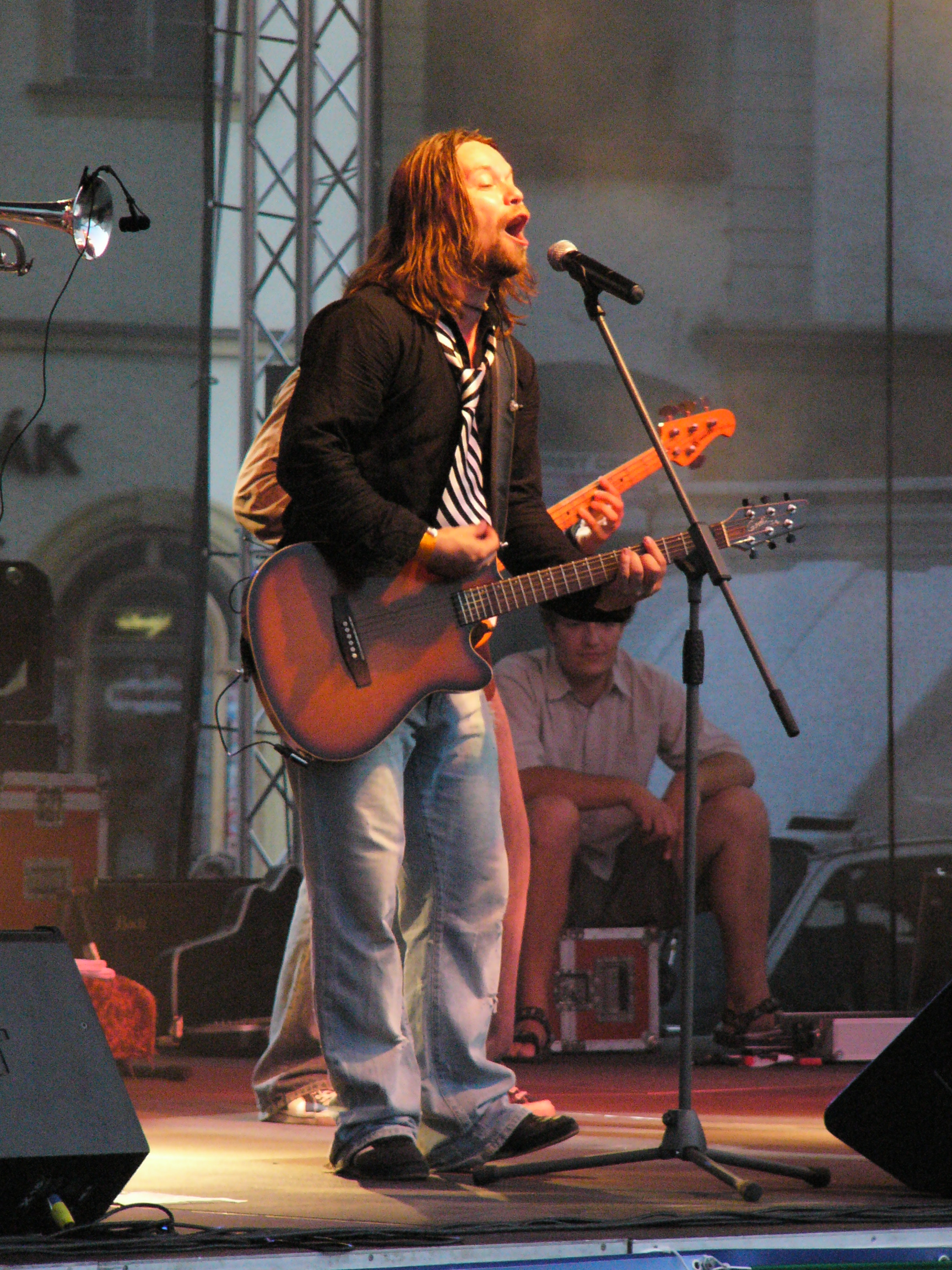
Richard Krajčo.

Richard Krajčo (Ostrava, 1 de junio de 1977), es un actor y cantautor checo. Estudió ingeniería electrónica en la universidad antes de ir a estudiar actuación en el Janáček Academia de Artes Escénicas. Para entonces ya estaba iniciando con su primera banda musical llamada, Kryštof. Sus funciones en el Teatro Petr Bezruč en Ostrava han incluido partes del repertorio de Tennessee Williams. Obtuvo su primer premio, Alfréd Radok, como el mejor artista uno de los talentos de la categoría del 2000. Él se encuentra por el momento realizando algunas obras en el Teatro Nacional de Praga, interpretando personajes como Negro Leche, El Avaro, en la obra de Romeo y Julieta. También se presentó en un show de televisión de hit-parade 'Medúza ». Por lo cual Krajčo ha escrito o compuesto canciones para el grupo Kryštof, con el que ha realizado con grandes éxitos en varios repertorios.

## Teatro
- William Shakespeare - Hamlet, hlavní role Hamlet
- William Saroyan - Tracyho tygr, hlavní role Tracy
- Na motivy - Orfeus a Eurydika, hlavní role Orfeus
- Ch. Durang - Nevyléčitelní, hl.role Bruce
- Tennessee Williams - Skleněný zvěřinec, hlavní role Toma
- A. Fadějev - Mladá Garda
- William Shakespeare - Romeo a Julie, role Benvolia
- William Shakespeare - Romeo a Julie, role Merkucia
- H. Müller - Hamlet - machina, hlavní role Hamleta
- Molière - Lakomec, role Kleanta (stále se hraje)
- A. Basseti - Prodavač duší, hlavní role Mladík
- V. Sigarev - Černé mléko, hlavní role Levčika (Divadlo Kolowrat, premiéra 13. listopadu 2004, stále se hraje)
- William Shakespeare - Richard III., role Richarda III. (Stavovské divadlo, premiéra 2. března 2006)
- Joe Penhall - Láska a porozumění, hlavní role Richieho (Divadlo Ungelt, premiéra 6. února 2004, stále se hraje)

## Filmografía
- Nemocnice na kraji města po dvaceti letech-Nové osudy (TV seriál, 2008)
- Hraběnky (TV) (2007)
- Comeback (TV) (2005)
- Hrubeš a Mareš jsou kamarádi do deště (2005)
- Cuatro sentencias de muerte (2005)
- Non Plus Ultras (2004)
- Post Coitum (2004)
- Krysař (2003)
- Nuda v Brně (2003)
- Udělení milosti se zamítá (TV) (2002)
- Z rodinného alba (TV) (2002)